# Сборная Хорватии по бейсболу
Сборная Хорватии по бейсболу — сборная, представляющая Хорватию на международных соревнованиях по бейсболу. Основана в 1992 году. Ранее входила в Югославию.
Словения занимает 21 место в Европейском и 42 место в Мировом рейтингах. Высшее достижение - 8-е место Чемпионатов  Европ 2001 и 2007 годов.

## Результаты
Чемпионат мира по бейсболу 2009
В 2009 году, впервые за всю историю Чемпионата мира принимающих стран было несколько, а не одна, как это было раньше. И одной из этих стран была Хорватия. А именно группа D (Никарагуа,Япония, Великобритания). И там все 3 матча проиграла (5-27).

Чемпионат Европы по бейсболу
| - 1999 : 11-е - 2001 : 8-е - 2003 : 10-е - 2005 : 12-е - 2007 : 8-е - 2010 : 11-е - 2012 : 10-е - 2014 : 12-е |